# Тврђава Кулес
Тврђава Кулес (грч. Κούλες) је утврђење које се налзи на улазу у стару луку у Ираклиону, Крит, Грчка. Изграђена је од стране Млетачке републике почетком шеснаестог века, и данас је у добром стању.

## Историја
Место Кулес је можда прво било арапско утврђење у 9. и 10. веку. Током Византијског периода, у граду је постојала кула под називом Кастелум Комунис. У 1303. години, кула је уништена у земљотресу али је обновљена.
1462. године, Млетачки сенат је одобрио програм за побољшање утврђења Кандије. Византијска кула је срушена 1523. године, а тврђава Кулес је почела да се гради. Стари бродови су били испуњени каменом и били су потопљени, да би направили лучну воду и повећали површину платформе на којој је изграђена тврђава. Тврђава је завршена 1540. године.
1630. године, тврђава је била наоружана са 18 топова у приземљу, и 25 топова на врху зидина.
За време двадесет једногодишње опсаде Кандије, Османске батерије су лако неутралисале ватрену моћ тврђаве. Османлије су коначно преузеле тврђаву 1669. године, након што су Млечани предали град. Нису направили никакве велике промене на тврђави, осим додавања неких грудобрана и отвора за топовске цеви. Изградили су малу тврђаву познату као Мали Кулес према копну, али је то срушено 1936. године, приликом модернизације града.
Тврђава је обновљена и сада је отворена за јавност. У тврђави се повремено одржавају уметничке изложбе и културне активности.

## Шема тврђаве
Тврђава је састављена из два дела: високе правоугаоне секције, и нешто нижа полу-елиптична секција. На неким местима су зидови дебљине 8,7 м, и има три улаза. Тврђава има два спрата, са укупно 26 соба, које су првобитно биле коришћене као касарна, затвор, складишни простори, резервоар за воду, црква, млин и пекара.
Светионик се налази на северном делу тврђаве.